# فرودگاه فوکوئوکا
فرودگاه فوکوئوکا (به انگلیسی: Fukuoka Airport) یک فرودگاه نظامی و همگانی با کد یاتا FUK است که یک باند فرود آسفالت و بتن دارد و طول باند آن ۲۸۰۰ متر است. این فرودگاه در کشور ژاپن قرار دارد .

## شرکت‌های هواپیمایی و مقصدهای پروازی

### مسافری

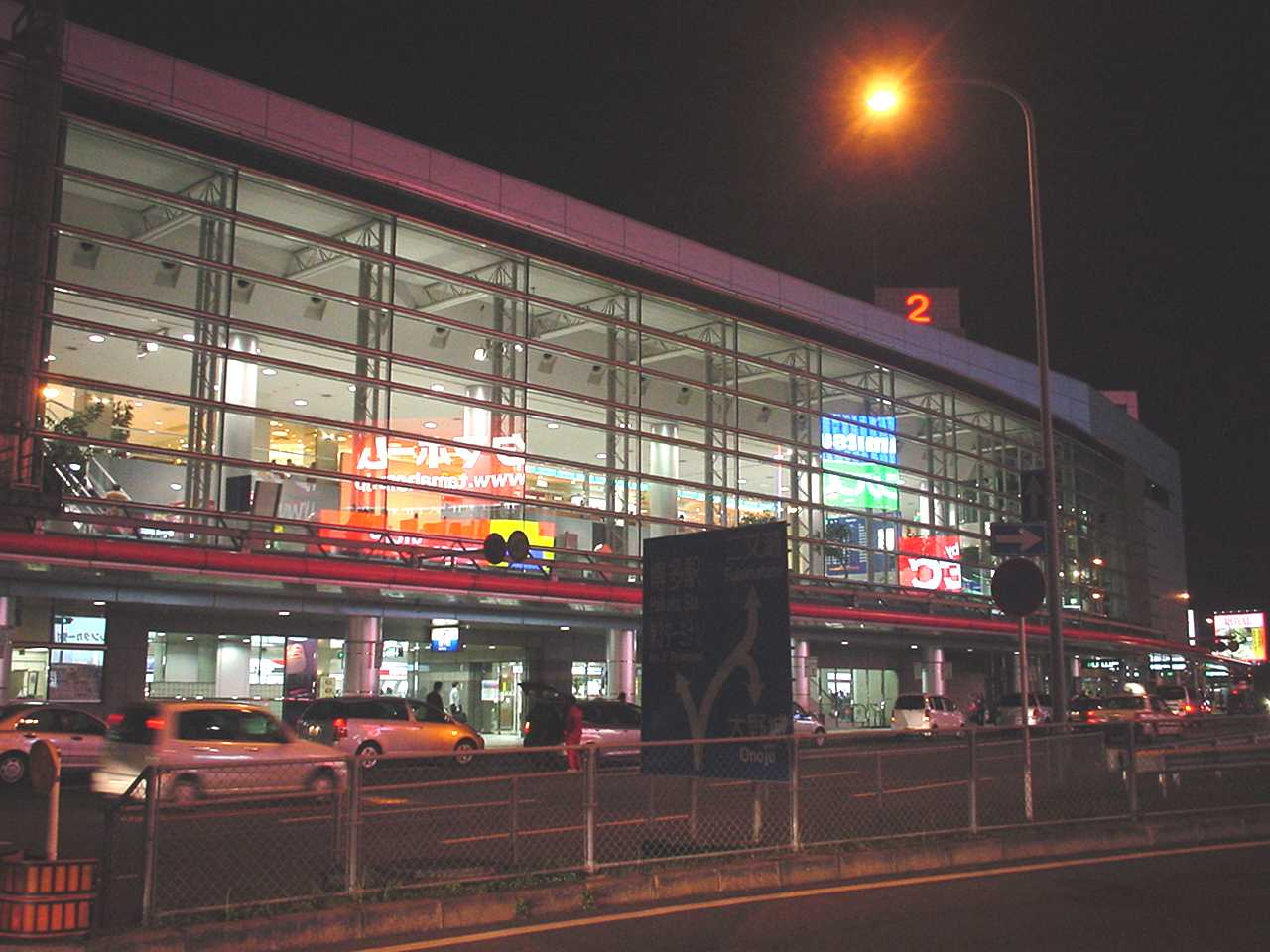
Fukuoka Airport Terminal 2 at night

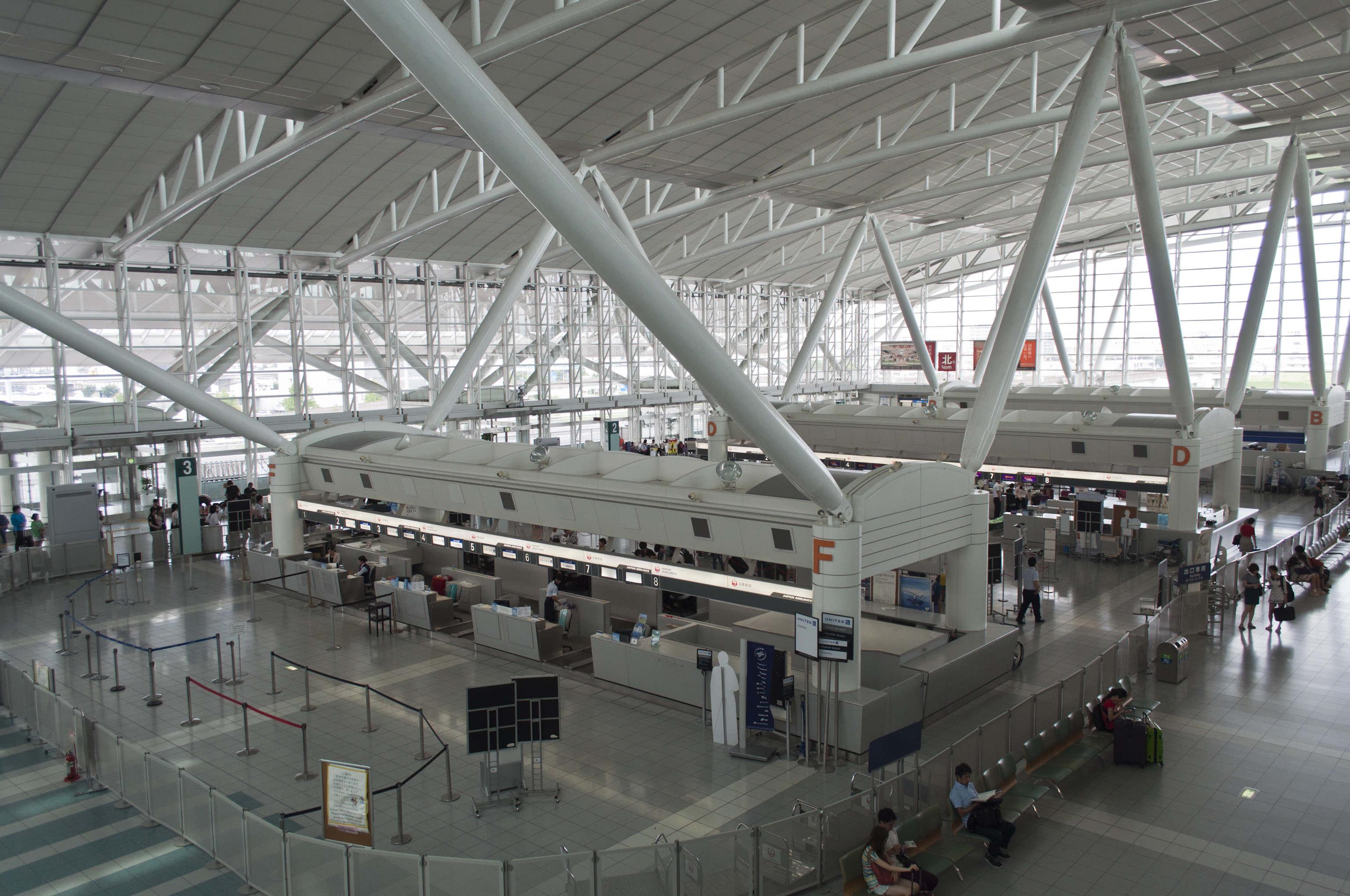
International Terminal Departure Floor

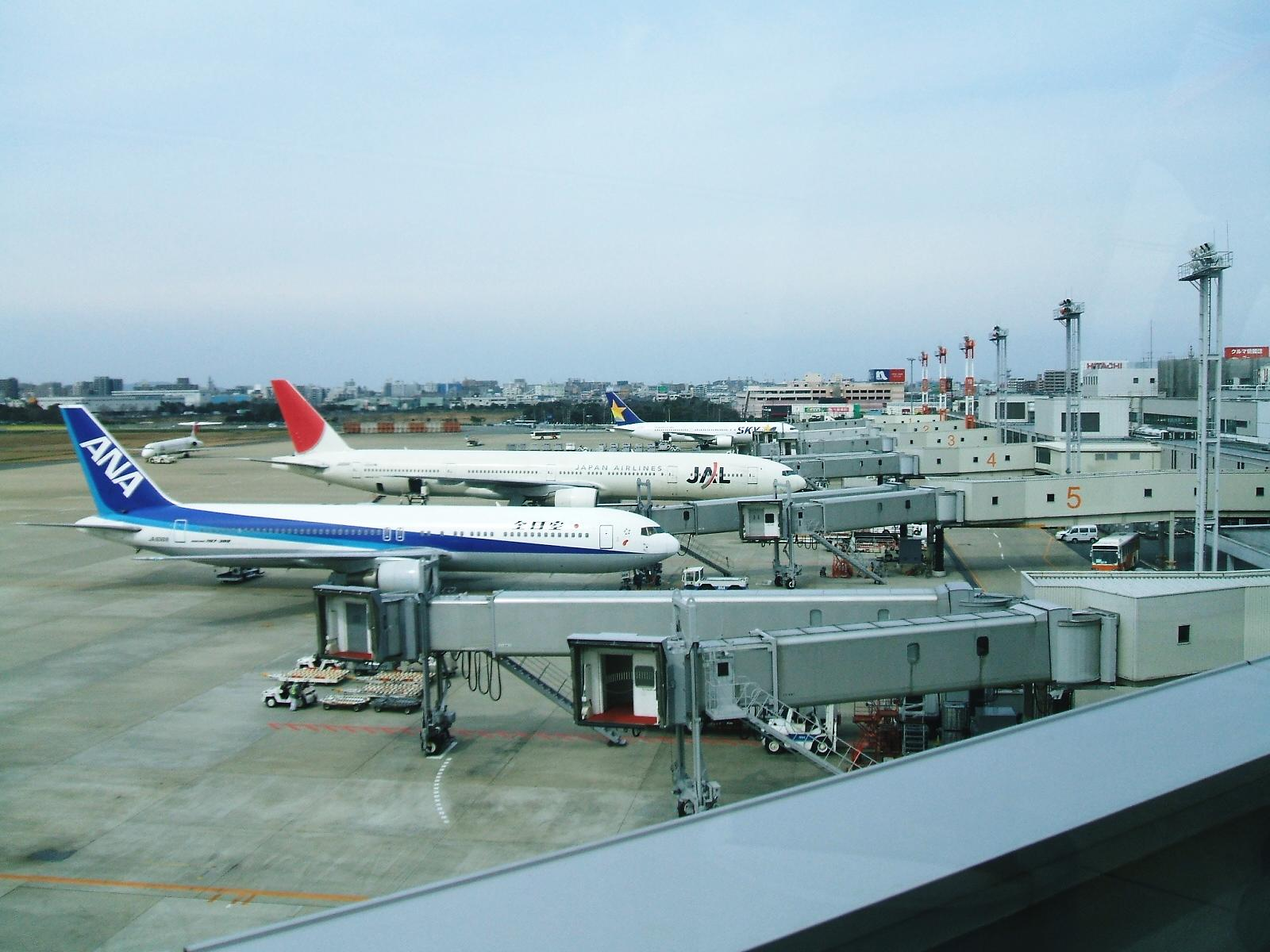
Aircraft of خطوط هوایی ژاپن and آل نیپون ایرویز at Gates 1-6 at Terminal 3

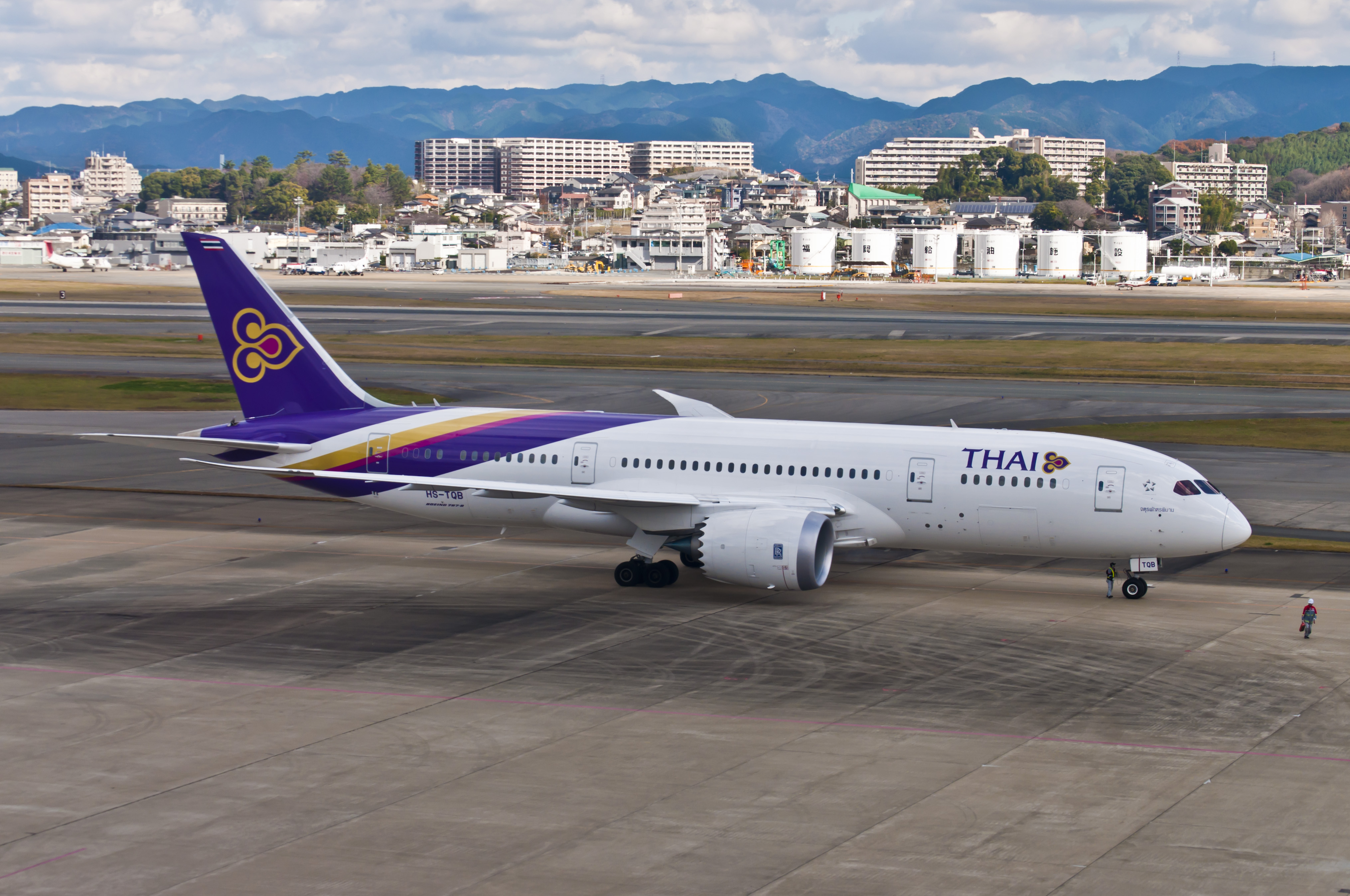
A تای ایرویز اینترنشنال بوئینگ ۷۸۷ دریم‌لاینر at Fukuoka Airport

| شرکت‌های هواپیمایی                            | مقصدهای پروازی                                                               | Terminal      |
| -------------------------------------------- | ---------------------------------------------------------------------------- | ------------- |
| Air Busan                                    | گیمهی، دئگو                                                                  | International |
| ایر چاینا                                    | پکن، دالیان ژووشویزی، شانگهای پودنگ                                          | International |
| ایر ماکائو                                   | ماکائو                                                                       | International |
| آل نیپون ایرویز                              | چوبو سنترایر، ناها، اوساکا، کانزای، نیو چیتوز، هانه‌دا، ناریتا فصلی: Ishigaki | 2             |
| آل نیپون ایرویز اجرا توسط ANA Wings          | فوکوئه کوکو، کوماتسو، مییازاکی، چوبو سنترایر، ناها، نیئیگاتا، سندای، تسوشیما | 1             |
| آماکوسا ایرلاینز                             | صحرایی آماکوسا                                                               | 1             |
| آسیانا ایرلاینز                              | اینچئون                                                                      | International |
| دراگون‌ایر                                    | هنگ کنگ                                                                      | International |
| کاتای پاسیفیک                                | تائویوان تایوان (پایان در ۲۹ اکتبر ۲۰۱۷)                                     | International |
| سبو پسیفیک                                   | نینوی آکوئینو                                                                | International |
| چاینا ایرلاینز                               | تائویوان تایوان                                                              | International |
| هواپیمایی شرقی چین                           | پکن، کینگدائو لیوتینگ، شانگهای پودنگ فصلی: چنگدو شوانگلیو، نانجینگ لوکو      | International |
| هواپیمایی جنوبی چین                          | فصلی: دالیان ژووشویزی، بایون گوآنگجو, شانگهای پودنگ                          | International |
| چاینا یونایتد ایرلاینز                       | یانتای چائوشوی (آغاز از ۱ دسامبر ۲۰۱۷)                                       | International |
| دلتا ایرلاینز                                | بین الملی هونولولو                                                           | International |
| ایستار جت                                    | اینچئون                                                                      | International |
| اوا ایر                                      | گاوشیونگ، تائویوان تایوان                                                    | International |
| فن‌ایر                                        | فصلی: هلسینکی                                                                | International |
| Fuji Dream Airlines                          | ماتسوموتو، صحرایی ناگویا، نیئیگاتا، شیزوکا                                   | 1             |
| هنگ کنگ اکسپرس                               | هنگ کنگ                                                                      | International |
| Ibex Airlines                                | کوماتسو، چوبو سنترایر، اوساکا، سندای فصلی: نیو تانگاشیما                     | 1, 2          |
| خطوط هوایی ژاپن                              | اوساکا، نیو چیتوز، هانه‌دا، ناریتا                                            | 2             |
| خطوط هوایی ژاپن اجرا توسط جی-ایر             | امامی، هاناماکی، کوچی، ماتسویاما، مییازاکی، اوساکا، سندای، توکوشیما          | 1             |
| خطوط هوایی ژاپن اجرا توسط Japan Air Commuter | ایزومو، کاگوشیما، یاکوشیما                                                   | 1             |
| خطوط هوایی ژاپن اجرا توسط ژاپن ترانس‌اوشن ایر | ناها                                                                         | 2             |
| ججو ایر                                      | گیمهی، اینچئون                                                               | International |
| Jetstar Japan                                | چوبو سنترایر، کانزای، ناریتا                                                 | 1             |
| Jin Air                                      | اینچئون فصلی: گیمهی                                                          | International |
| کورین ایر                                    | گیمهی، اینچئون                                                               | International |
| اورینتال ایر بریج                            | فوکوئه کوکو                                                                  | 1             |
| Peach                                        | ناها، کانزای، نیو چیتوز (آغاز از ۲۴ سپتامبر ۲۰۱۷)، ناریتا                    | 1             |
| فیلیپین ایرلاینز                             | نینوی آکوئینو                                                                | International |
| Skymark Airlines                             | ایباراکی، ناها، نیو چیتوز، هانه‌دا                                            | 2             |
| سنگاپور ایرلاینز                             | چانگی سنگاپور                                                                | International |
| StarFlyer                                    | چوبو سنترایر، هانه‌دا                                                         | 2             |
| تی وی ایرلاینز                               | دئگو، اینچئون                                                                | International |
| تای ایرویز اینترنشنال                        | سووارنابومی                                                                  | International |
| تایگرایر تایوان                              | تائویوان تایوان                                                              | International |
| یونایتد ایرلاینز                             | انتونیو بی وان پت                                                            | International |
| ویتنام ایرلاینز                              | نوا به، تان سون نهات                                                         | International |